# جدعان مهنا الشمری
جدعان مهنا الشمری (عربی: جدعان مهنا الشمري؛ زادهٔ ۱۲ ژانویهٔ ۱۹۹۲) یک ورزشکار اهل عربستان سعودی است.